# G4S

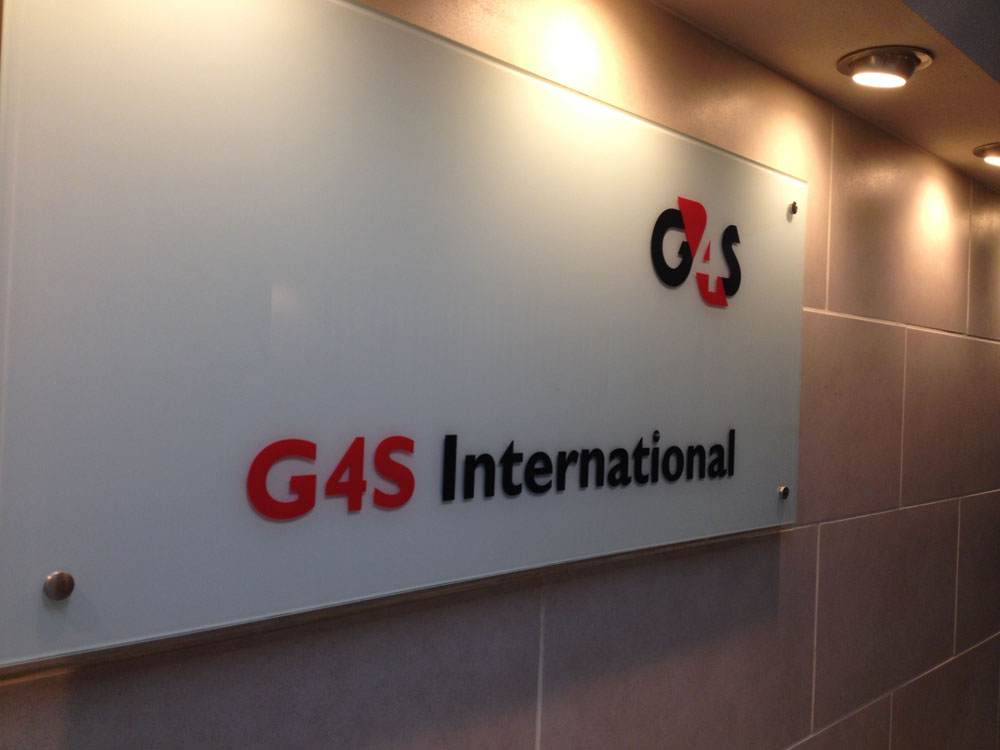

G4S는 영국의 경비 회사로, 런던에 본사를 두고 있다. 세계적인 경비업체로, 약 125개국에 진출해 있다. 직원은 약 62만명이다.